# Avala (planina)
Avala je planina u Srbiji, nalazi se 16,5 km južno od Beograda. Predstavlja sjeverni kraj šumadijske grede, koja se od Rudnika provlači kroz nisku Šumadiju i predstavlja razvođe između slivova Save i Dunava. 
Avala je visoka je 511 metara i uzdiže se oko 200 m iznad okolnog brežuljkastog terena.
Mineral avalit, koji je na njoj pronađen, po njoj je i dobio ime.

## Zaštita
Krajem 2007. godine je Skupština grada Beograda proglasila je Avalu zaštićenim prirodnim dobrom s ukupnom površinom od 489 hektara. Još je knez Miloš Obrenović 1859. godine donio odluku da se Avala zagradi i zaštiti, a 1936. godine je proglašena nacionalnim parkom. Prezidijum Narodne Skupštine 1946. godine donosi odluku da bude proglašena dobrom od općeg značaja.
Na zaštićenom području ima oko 600 biljnih vrsta. Ima ljekovitih biljnih vrsta, a neke biljke predstavljaju prirodne endeme, kao što su zanovet, zlatan i zelenika. Avala je dobro pošumljena samoniklim drvećem, a jednim dijelom je pod zasađenom borovom šumom. Te je jedno od omiljenih izletišta Beograđana.

## Vanjske poveznice
|  | Zajednički poslužitelj ima još gradiva o temi Avala (planina) |